# AeroSpace and Defence Industries Association of Europe
De AeroSpace and Defence Industries Association of Europe (ASD) is een overkoepelende brancheorganisatie voor de industriële sectoren van de ruimtevaart, vliegtuigindustrie, en defensie- en veiligheidsbedrijven in Europa. Twintig grote Europese bedrijven zijn rechtstreeks aangesloten, evenals 22 nationale verenigingen.
ASD is op zijn beurt, samen met brancheorganisaties uit Canada, Japan, Brazilië, Mexico, Singapore, Maleisië en China aangesloten bij de International Coordinating Council of Aerospace Industries Associations, gevestigd in hetzelfde gebouw als ICAO te Montreal (Canada).

## Geschiedenis
De organisatie werd in 2004 gevormd door de fusie van de Association of European Space Industry (Eurospace), European Association of Aerospace Industries (AECMA) en European Defence Industries Group (EDIG).

## Leden

### Nationale verenigingen[2]
- AAI - Austrian Aeronautics Industries Group
- ADIG- Austrian Defence Industry Association
- ADS - Advancing UK Aerospace, Defence & Security Industries
- AED Cluster Portugal
- AFDA - Association of Finnish Defence and Aerospace Industries
- Agoria – Belgische sectororganisatie voor technologiebedrijven
- AIAD - Italian Industries Federation for Aerospace, Defence and Security
- ALV CR – Association of Aviation Manufacturers of the Czech Republic
- AOBP - Defence and Security Industry Association of the Czech Republic
- APAI - Association of Polish Aviation Industry
- BDLI - German Aerospace Industries Association
- Federation of German Security & Defence Industrie e.V
- CIDEF
- Danish Defence and Security Association
- FSI - Norwegian Defence and Security Industries Association
- GIFAS - French Aerospace Industries Association
- HASDIG - Hellenic Aerospace Industry
- NIDV - Netherlands Defence Manufacturers Association
- O.P.I.A. – Romanian Defense Industry Shareholders Organization
- SASAD - Turkish Defence Industry Manufacturers Association
- SOFF - Swedish Security and Defence Industry
- TEDAE - Spanish Association for Defence, Security, Aeronautics and Space Technology Companies.

### Bedrijven[2]
- Airbus
- BAE Systems
- Dassault-Aviation
- Diehlgrau
- Fincantieri
- Gkn-Aerospace
- Hensoldt
- [[Indra Sistemas]Indra]]
- Kongsberg
- Leonardo
- Liebherr
- MBDA
- Naval
- Navantia
- Patria
- Rheinmetall
- Rolls-Royce
- Saab
- Safran
- Thales

## Activiteiten
De organisatie dient als lobbygroep voor de industrie bij het beleid van de Europese Unie, met name het Europees Defensieagentschap, het Europees Agentschap voor de veiligheid van de luchtvaart en het Agentschap van de Europese Unie voor het ruimtevaartprogramma.
ASD publiceert ook Facts & Figures met statistieken over de defensie-uitgaven van grote bedrijven.
ASD omvat enkele gespecialiseerde deelverenigingen:
- ASD-STAN, verantwoordelijk voor het onderhoud van de ASD-STE100 normen voor vereenvoudigd technisch Engels (STE) voor technische luchtvaartdocumentatie.
- ASD-CERT, verantwoordelijk voor de certificering van lucht- en ruimtevaartproducten].